# Praveen Jordan

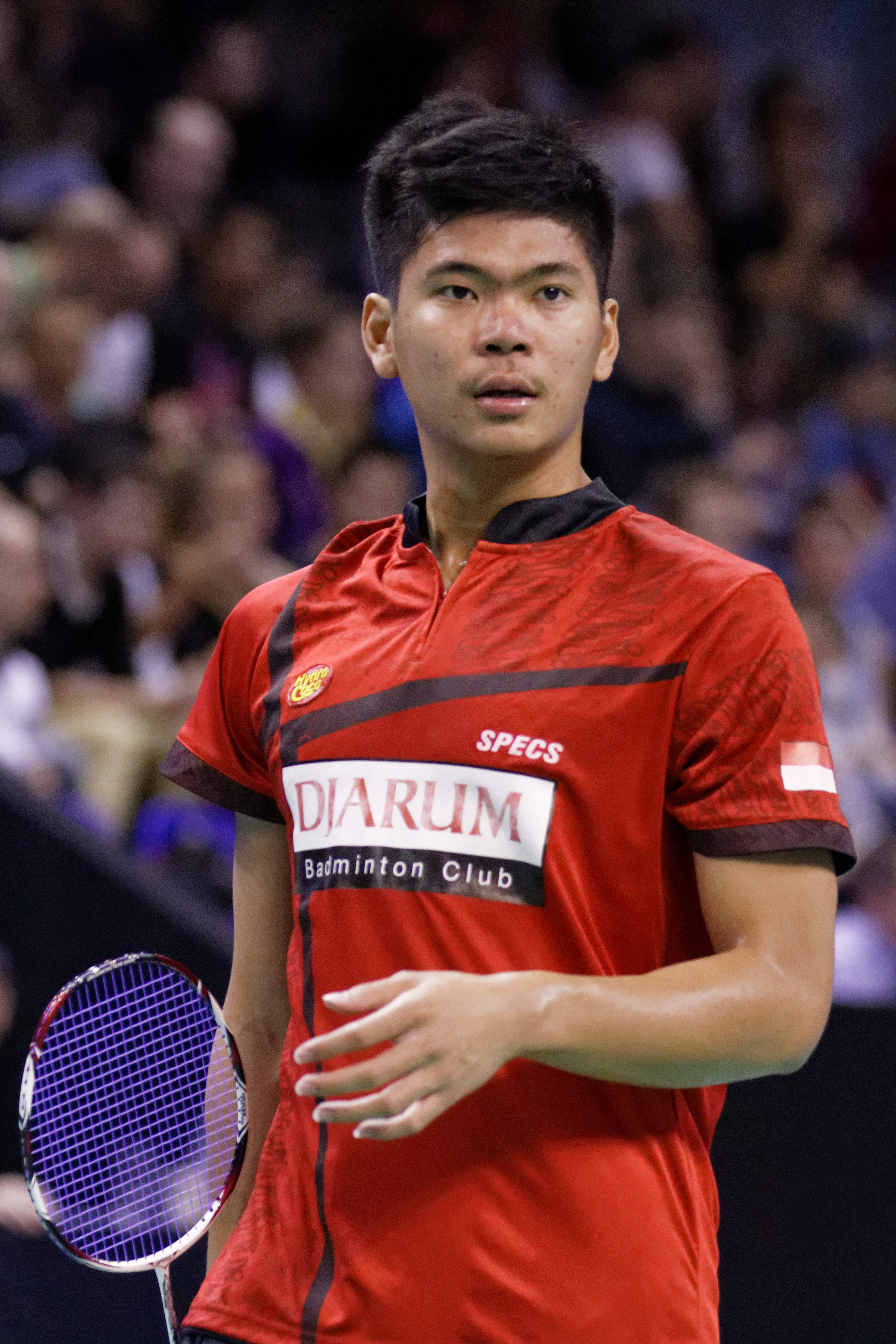
Praveen Jordan, French Super Series 2013.

Praveen Jordan (* 26. April 1993 in Bontang) ist ein indonesischer Badmintonspieler.

## Karriere
Praveen Jordan gewann bei der Junioren-Badmintonasienmeisterschaft 2011 sowohl Bronze im Mixed mit Tiara Rosalia Nuraidah als auch Bronze mit dem indonesischen Team. Bei den Singapur International 2011 wurde er Fünfter im Doppel mit Didit Juang Indrianto, bei den Vietnam International 2012 Dritter. Beim Indonesia Open Grand Prix Gold 2012 wurden beide erneut Fünfte.